# عبد الرحمن بن حمد العطية
عبد الرحمن بن حمد العطية  (ولد 1369 هـ / 1950 م) سياسي قطري، وزير دولة، والأمين العام السابق لمجلس التعاون لدول الخليج العربية. 

## سيرته
ولد عبد الرحمن العطية في الدوحة، يوم السبت 28 جُمادى الآخرة 1369هـ الموافق 15 أبريل 1950م. حصل على بكالوريوس علوم سياسية وجغرافيا من جامعة ميامي في فلوريدا بالولايات المتحدة الأمريكية في يوليو 1972م.
متزوِّج وله ابنان وأربع بنات.

## مشاركاته ونشاطاته
- عضو وفد دولة قطر إلى اجتماعات مجلس الجامعة العربية من 1972 إلى 2001م.
- اجتماعات دولة قطر إلى مؤتمرات قمم دول وحكومات عـدم الانحياز: الجزائر، 1973م، كولومبو، 1976م، هافانا، 1979م.
- الاجتماعات السنوية لـ: منظمة العمل الدولية، منظمة الصحة العالمية، اتحاد المواصلات السلكية واللاسلكية، المنظمة العالمية للملكية الفكرية والأدبية، لجنة حقوق الإنسان، المنظمة العالمية للأرصاد الجوية جنيف، 75-1981م.
- الاجتماعات التمهيدية الوزارية لمجموعة الـ77 : (كولومبو، جاكرتا، مانيـلا، أروشا)، 76-1979.
- مؤتمر الأمم المتحدة للتعاون الاقتصادي بين الدول النامية، مدينة مكسيكو 1976م.
- الدورة الثالثة لمؤتمر تطوير القوانين الإنسانية المطبقة في النزاعات المسلحة 76-1977م.
- مؤتمر الأمم المتحدة للتجارة والتنمية نيروبي، 1976م، مانيلا، 1979م، بانكوك.
- رئيس وفد دولة قطر إلى مؤتمر تنظيم العلاقات الدولية بين الأمم المتحدة ومنظماتها ووكالاتها المتخصصة والدول المضيفة فيينا - النمسا 1977م.
- اجتماعات اللجنة الاقتصادية لغربي آسيا: الدوحة، 1977م، عمّان، 1978م.
- اجتماعات مؤتمر التعاون الفني بين البلدان النامية، بيونيس إيريس 1978م.
- رئيس اللجنة المعنية بإعداد هيكل الأمانة العامة لمجلس التعاون لدول الخليج العربية خلال بداية إنشاء المجلس، 81-1982م.
- مؤتمرات القمة لـدول مجلس التعاون لدول الخليج العربية: الثاني في الرياض، 1981م، الثالث في البحرين، 1982م، الرابع في الدوحة، نوفمبر 1983م، السادس عشر في مسقط، 1995م، السابع عشر في الدوحة، 1996م، الثامن عشر في الكويت، 1997م، القمة التشاورية في البحرين، 2001م.
- مؤتمرات وزراء الخارجية للإعداد لقمة دول عدم الانحياز: نيودلهي 1981م، القاهرة، 1994م، باندونغ - إندونيسيا، 1995م.
- اجتماعات اللجان الوزارية المتخصصة لدول مجلس التعاون، 81-1984م.
- مؤتمرات وزراء الخارجية لمنظمة المؤتمر الإسلامي: الثالث عشر في نيامي - النيجر، 1982م، الرابع عشر في دكا - بنغلاديش، 1983م، الرباط، 1984م، الخامس عشر في الدار البيضاء، ديسمبر 1984، الخامس والعشرون في الدوحة، 1998م.
- مؤتمرات القمة الإسلامية: الرابع في الدار البيضاء، 1984م، السابع في الدار البيضاء، 1994م، الاستثنائي في إسلام آباد، 1997م، الثامن في طهران، 1998م، التاسع في الدوحة، نوفمبر 2000م.
- رئيس وفد دولة قطر إلى اجتماعات المؤتمر الدولي للأسلحة الكيماوية، باريس 1988م.
- عضو وفد دولة قطر لدورات الجمعية العامة للأمم المتحدة، نيويورك من الدورة الثامنة والعشرون حتى السادسة والخمسون.
- مؤتمر الأمم المتحدة لمساعدة اللاجئين في أفريقيا جنيف.
- اجتماعات وزراء إعلان دمشق: الكويت، 1994م، القاهرة، 1995م، مسقط، 1996م، الدوحة، 1998م.
- مؤتمر القمة العربي، القاهرة 1996م.
- رئيس الجانب القطري في مناقشة إبرام اتفاقيات التعاون الدبلوماسي والقنصلي بين دولة قطر وسلطنة عُمان 96-1997م، وبين دولة قطـر ودولة الإمـارات العربية المتحدة 1999م، وبين دولة قطر ودولة الكويت 2000-2001م.
- رئيس وفد دولة قطر إلى اجتماع وكلاء وزارات خارجية دول مجلس التعاون: الرياض، 1996م، المنامة، 2000م.
- الاجتماعات الوزارية لدول مجلس التعاون لدول الخليج العربية مع نظرائهم في الاتحاد الأوروبي: لوكسمبورغ، 1996م، الدوحة، 1997م، البحرين، 2001م.
- رئيس وفد دولة قطر إلى المؤتمر الدولي تحت عنوان «المنطقة الخالية من الأسلحة النووية» في آسيا الوسطى طشقند، 1997م.
- اجتماعات كبار الموظفين للتحضير لمؤتمر القمة الإسلامي الثامن جدة - طهران، 1997م.
- رئيس وفد دولة قطر في اجتماع البنك الإسلامي - اللجنة الخاصة للتنمية حول إصلاح الهياكل الإدارية والمالية لمنظمة المؤتمر الإسلامي جدة، 1998م.
- رئيس وفد دولة قطر إلى اجتماعات لجنة التشاور السياسي على مستوى وكلاء وزارات الخارجية: الدوحة، 1998م، أنقرة، 1999م، دلهي، 2000م، طوكيو، 2001م، بكين، 2001م، بوخارست، 2001م، بودابست، 2001م.
- رئيس وفد دولة قطر إلى اجتماع وكلاء وزارات الخارجية في دول مجلس التعاون مع الجانب الأمريكي أبوظبي، 1999م.
- رئيس وفد دولة قطر إلى ا جتماع وزراء الإعلام في الدول الأعضاء بمنظمة المؤتمر الإسلامي طهران، 1999م، طهران، 2001م.
- رئيس وفد دولة قطر إلى اجتماعات وزراء الإعلام في دول مجلس التعاون لدول الخليج العربية: العين، سبتمبر/أكتوبر 1999م، الرياض، 2000م، البحرين، أكتوبر 2001م.
- رئيس وفد دولة قطر إلى الاجتماع الثاني للحوار بين منظمة المؤتمر الإسلامي ورئاسة الاتحاد الأوروبي الدوحة، 2000م.
- رئيس وفد دولة قطر إلى المؤتمر العالمي لمكافحة العنصرية دوربان، 2001م.
- الأمين العام لمجلس التعاون لدول الخليج العربية في دورات المجلس الوزاري (وزراء خارجية دول مجلس التعاون لدول الخليج العربية): جدة، يونيه، 2002م، جدة، سبتمبر، 2002م، الدوحة، نوفمبر، 2002م.
- الأمين العام لمجلس التعاون لدول الخليج العربية في دورات المجلس الأعلى (قادة دول مجلس التعاون لدول الخليج العربية): القمة التشاورية، جدة، إبريل، 2002م، الدورة الثالثة والعشرين، الدوحة، ديسمبر، 2002م.

## تكريمه
حصل على عدد من أوسمة التكريم منها:
- وسام جوقة الشرف بدرجة «قائد» من الجمهورية الفرنسية 1985م.
- وسام الاستحقاق الإيطالي رتبة «ضابط كبير» من الجمهورية الإيطالية 1992م.
- وسام «فارس» الفرنسي من الدرجة الأولى من الجمهورية الفرنسية 1993م.
- ميداليات متنوعة من حكومات ومنظمات، من كل من: إندونيسيا، الفلبين، الأرجنتين، الصندوق الدَّولي للتنمية الزراعية.